# Территориальные генерирующие компании
Территориальные генерирующие компании (ТГК) — компании, созданные в России 
в начале 2000-х годов в рамках реформирования РАО «ЕЭС России».

## Функции и структура
Общие принципы реформирования РАО ЕЭС предполагали создание ТГК на основе одного или нескольких региональных дочерних обществ РАО ЕЭС (т. н. АО «-энерго»), из которых исключались гидроэлектростанции (объединены в «РусГидро») и крупные тепловые электростанции (объединены в шесть «ОГК»).
Функцией территориальных генерирующих компаний должно было стать только производство электроэнергии для местных потребителей. В результате было создано 14 ТГК:
- ТГК-1 — на Северо-Западе (Ленинградская, Мурманская области и Карелия);
- ТГК-2 — север Центральной России, Вологодская и Архангельская области;
- ТГК-3 — Москва и Московская область;
- ТГК-4 — Черноземье и южные области Центральной России (всего 12 регионов);
- ТГК-5 — Кировская область, Удмуртия, Марий Эл и Чувашия;
- ТГК-6 — восток Центральной России, Пензенская область;
- ТГК-7 — средняя Волга, Оренбургская область;
- ТГК-8 — территория Южного федерального округа;
- ТГК-9 — Пермский край, Свердловская область и Коми;
- ТГК-10 — территория Уральского федерального округа (кроме Свердловской области);
- ТГК-11 — Омская и Томская области;
- ТГК-12 — Кемеровская область и Алтайский край;
- ТГК-13 — Красноярский край, Хакасия и Тыва;
- ТГК-14 — Бурятия и Забайкальский край.

Цифровая нумерация ТГК (с 1 по 14) постепенно заменяется на имена собственные: помимо «Мосэнерго» (№ 3) и «Кузбассэнерго» (№ 12), «Квадра» (№ 4), преобразованных в соответствующие ТГК (но не поменявших названия), от нумерации отказались — Волжская (№ 7), Южная (№ 8), Фортум (№ 10) и Енисейская (№ 13) генерирующие компании.
Также в дополнения к имеющимся компаниям были созданы:
- ТГК-15 — Ульяновская область и север Республики Татарстан.

- ТГК-16 — Республика Татарстан и Башкортостан.

## Собственники
В 2006—2007 годах РАО ЕЭС продало ряд принадлежавших ему пакетов акций ТГК, в результате чего контроль над большинством из них перешёл к крупным финансово-промышленным группам.
В то же время, помимо ТГК существуют региональные энергетические компании, в силу ряда причин не прошедших реформирование на общих основаниях. Это подконтрольные РАО ЕЭС изолированные энергосистемы: «Янтарьэнерго» (Калининградская область), «Якутскэнерго» и «Дальневосточная генерирующая компания», «Татэнерго» и «Башкирэнерго» (подконтрольны местным властям), «Иркутскэнерго» (входит в состав «ЕвроСибЭнерго») и «Новосибирскэнерго».
Изолированная система Норильского промышленного района, действующая под управлением Норильско-Таймырской энергетической компании, была в 2007 году выкуплена предприятием Норильский никель.

## Мощности
В среднем каждая ТГК имеет установленные генерирующие электрические мощности около 3 ГВт, причём крупных электростанций и ТЭЦ (мощностью 1 ГВт и более) в их составе, как правило, нет. Исключение составляют «Мосэнерго» и «Кузбассэнерго», мощности которых значительно больше, причём большая часть генерации приходится на крупные ГРЭС и ТЭЦ. В составе «ТГК-1» имеются и гидроэлектростанции (каскады малых ГЭС), причём на них здесь приходится около половины мощностей.
В целом на долю ТГК приходится около четверти всех установленных энергомощностей России и около трети тепловой генерации.